# Science-Fiction-Jahr 1947
Übersicht

◄◄ | ◄ | 1943 | 1944 | 1945 | 1946 | Science-Fiction-Jahr 1947 | 1948 | 1949 | 1950 | 1951 | ► | ►►

Weitere Ereignisse

## Ereignisse
- Der Roswell-Zwischenfall wurde durch Presseberichte vom 8. Juli 1947 publik und gibt seitdem immer wieder Anlass zu Spekulationen und Alien-Theorien.

## Neuerscheinungen Literatur
| Deutscher Titel | Deutschsprachiges Erscheinungsjahr | Originaltitel       | Autor              | Anmerkungen |
| --------------- | ---------------------------------- | ------------------- | ------------------ | ----------- |
| Endstation Mond | 1951                               | Rocket Ship Galileo | Robert A. Heinlein | Rezension   |

## Neuerscheinungen Filme
| Deutscher Titel | Deutschsprachiges Erscheinungsjahr | Originaltitel         | Regie                              | Anmerkungen |
| --------------- | ---------------------------------- | --------------------- | ---------------------------------- | ----------- |
| Brick Bradford  |                                    | Brick Bradford        | Spencer Gordon Bennet, Thomas Carr |             |
|                 |                                    | Her Husband’s Affairs | S. Sylvan Simon                    |             |

## Conventions
- 5. Worldcon, 30. August – 1. September, Philadelphia, Vorsitzender: Milton Rothman, Ehrengast: John W. Campbell

## Geboren
- Patricia Anthony († 2013)
- Stefano Benni
- John Brosnan († 2005)
- Octavia E. Butler († 2006)
- Michael Butterworth
- Andrzej Czechowski
- Brian Daley, schrieb die Vorlage zu Tron († 1996)
- Stephen R. Donaldson
- Gardner R. Dozois († 2018)
- George Alec Effinger († 2002)
- Edward L. Ferman
- Eric Flint († 2022)
- Michael F. Flynn († 2023)
- Yves Frémion
- David S. Garnett
- Pierre Giuliani
- Stephen Goldin
- Stuart Gordon, Pseudonym von Richard Gordon († 2009)
- W. A. Hary
- Brian Herbert
- James Kahn
- Stephen King
- Bernt Kling
- Alain Le Bussy († 2010)
- Tanith Lee († 2015)
- Paul Levinson
- James Morrow
- Cory Panshin
- Frank Petermann
- Ernst Petz
- Elizabeth Ann Scarborough
- John E. Stith
- Frank Töppe († 1997)
- Robert E. Vardeman
- John Varley
- Élisabeth Vonarburg

## Gestorben
- Alexander von Gleichen-Rußwurm (* 1865)
- Paul Pflüger (* 1865)
- Werner Scheff (* 1888)
- Franz Servaes (* 1862)
- M. P. Shiel (* 1865)